# Quartz choqué

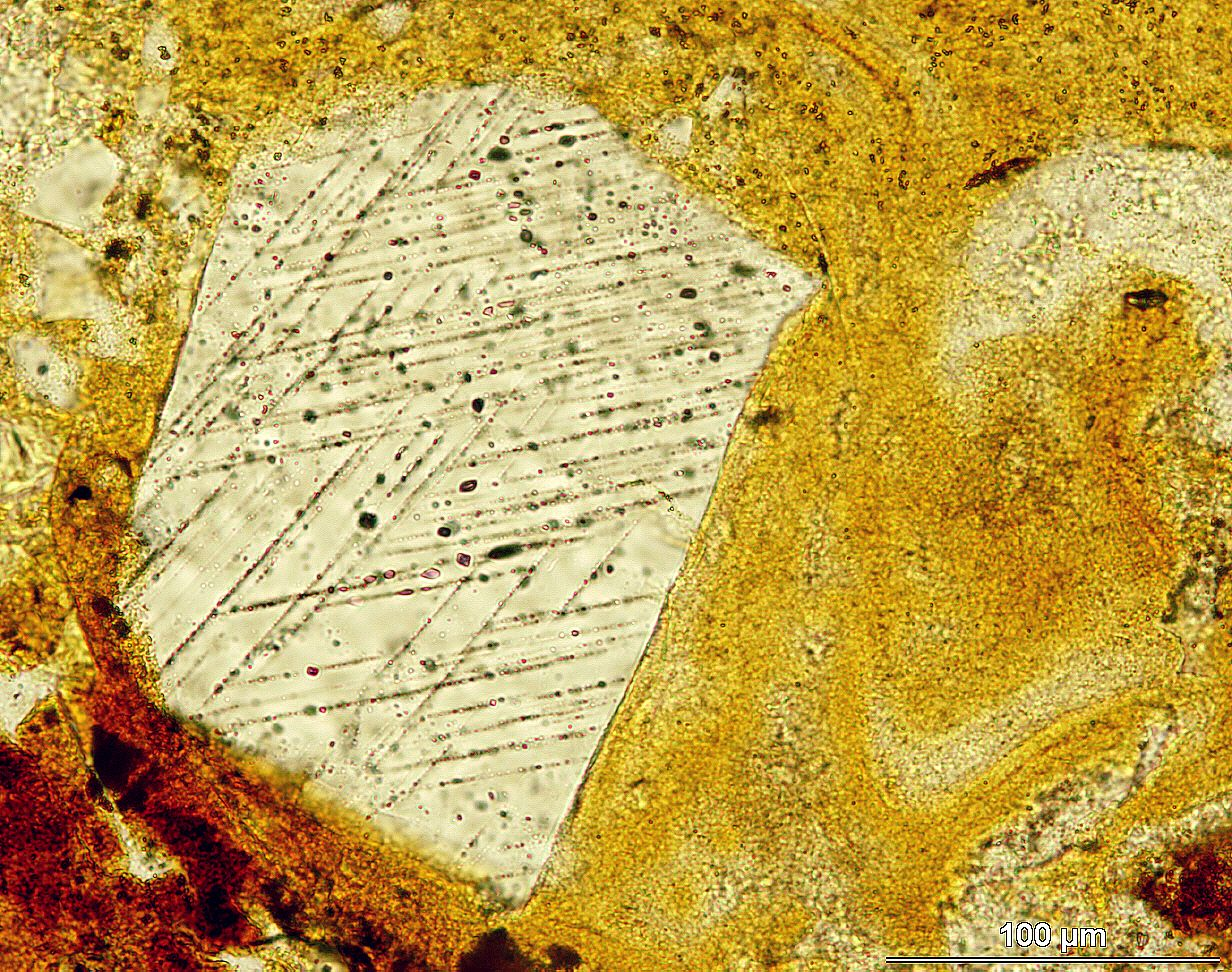
Photomicrographie d'un quartz choqué.

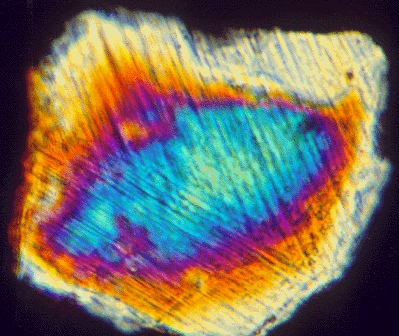
Photomicrographie en lumière polarisée d'un grain de quartz choqué du cratère d'impact Chesapeake Bay, montrant des PDF. Largeur : 0,13 mm.

Un quartz choqué est un cristal de quartz qui a été déformé sous l'effet d'une pression intense (mais à température modérée) liée au passage d'une onde de choc. La déformation se caractérise par des glissements le long de plans parallèles. Ces plans, qui apparaissent comme des stries sur une lame mince observée au microscope, sont appelés planar deformation features (PDF), ou lamelles de choc. Les quartz choqués se trouvent dans les cratères d'impact et sur les sites d'explosion atomique.

## Découverte
Le quartz choqué a été découvert dans les années 1960 par Eugene Shoemaker en analysant les effets engendrés par des essais de bombes nucléaires souterraines. En effet ces explosions génèrent les pressions très élevées nécessaires pour modifier le réseau cristallin du quartz. Il a également démontré par la suite que du quartz choqué peut être trouvé dans les cratères créés par l'impact de météores sur Terre, comme par exemple dans le Meteor Crater. La présence de quartz choqué prouve que de tels cratères ont été formés par l'impact de météores, les éruptions volcaniques n'étant en effet pas assez puissantes pour cela.
Fait remarquable, Eugene Shoemaker a découvert l'existence du quartz choqué avant que sa description cristallographique soit faite dans la nature, par lui-même, quelques années plus tard, dans les brèches d'impact et les pseudotachylites de l'astroblème du Ries, en Allemagne.

## Formation
Le quartz choqué se forme sous l'effet du passage d'une onde de choc dans des grains de quartz. L'onde de choc engendre d'une part des pressions extrêmement élevées, et d'autre part une discontinuité physique dans le champ de pression. L'association de ces deux phénomènes provoque la dislocation du réseau cristallin du quartz suivant des plans parallèles (PDF). Cette transformation, appelée métamorphisme de choc, est instantanée, par opposition au métamorphisme régional qui opère sur plusieurs centaines de milliers d'années.
Par ailleurs, les polymorphes haute pression (plus de 2 gigapascals) du quartz tels que la coésite et la stishovite, peuvent se former dans des conditions de métamorphisme régional Haute Pression-Basse Température (faciès des éclogites) aussi bien que dans des conditions de métamorphisme de choc. Le quartz choqué par contre ne peut être formé que par du métamorphisme de choc, c'est-à-dire lors d'évènements violents comme un impact de météorite ou une explosion nucléaire. En cela c'est un marqueur géologique très important.
Des études récentes ont démontré que du quartz choqué peut également se former dans des sédiments de surface lorsqu'ils sont foudroyés,.

## Fréquence dans la nature
Les quartz choqués sont relativement rares dans la nature, leur mécanisme de formation étant lui-même exceptionnel. 
Des quartz choqués ont été trouvés dans la plupart des cratères d'impact de grande dimension. C'est le cas par exemple à Rochechouart-Chassenon en France, ou à Chicxulub au Mexique. 
Les quartz choqués peuvent également être présents dans les fulgurites mais en quantité bien moindre que dans un cratère d'impact,. 